# X360
Az X360 egy havilap, amit az Imagine Publishing ad ki az Egyesült Királyságban. Az X360 az Egyesült Királyság legsikeresebb független Xbox 360 játékkonzollal és arra megjelenő játékokkal foglalkozó magazinja. Hírek, előzetesek és tesztek teszik ki a tartalmát. Az újság olvasótábora és az Xbox Live nagy szerepet tölt be a magazinban.

## Története
Az X360 eredetileg a mára már megszűnt a Highbury Entertainment által kiadott XBM mellékleteként jelent meg, egészen 2005 októberéig, nem sokkal az Xbox 360 kiadása előtt, amikor megjelent a lap első különálló lapszáma. A Highbury Entertainment eddigi legnagyobb vállalkozása volt a magazin elindítása (X-360 néven), több mint 200 000 fontot költve az újság reklámozására.
Az összes lapszámhoz csomagolnak egy DVD-t, amin az X360 csapata által kommentált játékelőzetesek vannak, és egy könyvet is, ami általában végigjátszásokat vagy „achievement” listákat tartalmaz.
Az X360 kéthetente adja ki az iTuneson a podcastját.

## Felépítés

### Network
A magazin bevezető szakasza, amelyben aktuális hírek és fejlesztői betekintők találhatóak.

### Előzetesek
Az előzetes szakasz információkat, képeket és fejlesztői interjúkat tartalmaz a készülő játékokról. A tesztekben található információkhoz hasonlóakat is tartalmaz.

### Tesztek
Ebben a szakaszban tesztelik a legfrissebb játékokat. Minden teszt elején van egy szakasz, amelyben olyan információk találhatóak, mint a játék kiadója, a műfaja, a fejlesztője, a kiadási dátuma és egyéb részletek. Az X360 tízes skálán pontozza a játékokat.

### Community
Xbox Live és Arcade, valamint letölthető kiegészítők értékelései és olvasói levelek található ebben a szakaszban.

## Külső hivatkozások
- Az X360 hivatalos weboldala (angolul)
- Az X360 hivatalos fóruma (angolul)
- Az Imagine Publishing hivatalos weboldala (angolul)